# Ľudovít Medvecký
Ľudovít Medvecký, též Ludevít Medvecký (28. července 1878 Zvolen – 26. března 1954 Modrý Kameň), byl slovenský národohospodář a československý politik, meziválečný poslanec Národního shromáždění za Slovenskou národní a rolnickou stranu, respektive za Republikánskou stranu zemědělského a malorolnického lidu (agrárníky), se kterou Slovenská národní a rolnická strana později během volebního období splynula.

## Biografie
Před rokem 1918 se podílel na ekonomickém a bankovním podnikání na území dnešního Slovenska. V letech 1912–1913 spoluzakládal Ústřední družstvo pro hospodářství a obchod v Budapešti, kde působil jako člen správní rady za Zvolenskou župu. V letech 1919–1921 pak působil coby předseda správní rady Ústředního družstva v Bratislavě. Spoluzakládal Zvolenskou lidovou banku, v níž v letech 1904–1912 zastával post člena správní rady. Roku 1912 založil Rolnickou banku v Hliníku. V letech 1909–1913 byl členem správní rady Ústřední banky v Budapešti. Před rokem 1918 byl členem Muzeální slovenské společnosti.
V letech 1918–1920 zasedal v Revolučním národním shromáždění za Slovenský klub (slovenští poslanci Revolučního národního shromáždění se ještě nedělili podle stranických frakcí). Do parlamentu usedl hned na jeho 1. schůzi. Uvádí se jako advokát. V parlamentních volbách v roce 1920 získal za Slovenskou národní a rolnickou stranu poslanecké křeslo v Národním shromáždění. Podle údajů k roku 1920 byl profesí vládním referentem v Bratislavě. Slovenská národní a rolnická strana se v roce 1922 sloučila do Republikánské strany zemědělského a malorolnického lidu.
Po roce 1919 zastával vedoucí posty v Bankovním výboru při ministerstvu financí, kde obhajoval zájmy Slovenska v měnové a úvěrové oblasti. Rozhodoval o personálním obsazování úředníků. Zasedal také od roku 1926 v bankovní radě Národní banky Československé.